# El prestigi dels morts
El prestigi dels morts és una comèdia dramàtica en tres actes i sis quadres, original de Josep Maria de Sagarra, estrenada al teatre Romea de Barcelona, la vetlla del 17 d'octubre de 1946.

## Repartiment de l'estrena
Actors de repartiment.
- La Dida: Esperança Ortiz.
- Alba Oliver: Paquita Ferràndiz.
- Vídua Aguilar: Elvira Fremont.
- Senyoreta Salomé: Enriqueta Torres.
- Senyora Agnès: Antònia Padrones.
- Senyora Júlia: Pepeta Gelabert.
- Senyora Maria: Elena Alonso.
- Rosa Cisterer: Roser Mateu.
- Hortènsia Cisterer: Cèlia Foster.
- Joan Oliver: Joan Cumelles.
- Albert i Joan: Pere Gil.
- El preceptor: Salvador Sierra.
- El majordom: Rafael Calvo.
- El guarda del cementiri: Ramon Bañeras.
- Un pobre: Josep Amenedo.
- Direcció: Joan Cumellas.